# Tungulíðfjall
Tungulíðfjall è un rilievo alto 535 metri sul mare situato sull'isola di Streymoy, la maggiore dell'arcipelago delle Isole Fær Øer, in Danimarca.